# Joan Corominas
Joan Coromines i Vigneaux (anche conosciuto con la grafia castigliana Corominas) (Barcellona, 21 marzo 1905 – Pineda de Mar, 2 gennaio 1997) è stato un filologo spagnolo, autore del dizionario Diccionario crítico etimológico castellano e hispánico (Dizionario critico etimologico castigliano e ispanico) che diede un forte contributo allo studio del catalano, del castigliano e di altre lingue romanze.
Catalanista, repubblicano dichiarato e antifranchista, dopo la guerra civile spagnola andò in esilio in diversi paesi fino ad ottenere la cattedra dell'università di Chicago nel 1946.

## Opere principali
- (EN)  What Should Be Known About the Catalan Language (1951), pequeño opúsculo publicado en inglés para presentar la lengua catalana al público estadounidense, fue traducido al catalán en 1954 con el título El que s'ha de saber de la llengua catalana.
- (CA)  Lleures i converses d'un filòleg (1971).
- (ES)  Diccionario crítico etimológico de la lengua castellana (1954-1957). Esta obra tuvo una segunda edición, muy ampliada, llevada a cabo con la ayuda de José Antonio Pascual y titulada Diccionario crítico etimológico castellano e hispánico (1984-1991).
- (ES) Coromines, Joan, Breve diccionario etimológico de la lengua castellana, 4ª edición. Madrid: Editorial Gredos, 2008, ISBN 978-84-249-3555-9.
- (ES) Diccionario crítico etimológico castellano e hispánico, Obra completa. Madrid: Editorial Gredos. [Con la colaboración de José A. Pascual], 1991-1997, ISBN 978-84-249-1362-5.

1. Volumen I: A-ca, 1991 (1ª ed., 6ª imp.), ISBN 978-84-249-1361-8.
2. Volumen II: Ce-f, 1996 (1ª ed., 6ª imp.), ISBN 978-84-249-1363-2.
3. Volumen III: G-ma, 1997 (1ª ed., 7ª imp.), ISBN 978-84-249-1365-6.
4. Volumen IV: Me-re, 1997 (1ª ed., 7ª imp.), ISBN 978-84-249-0066-3.
5. Volumen V: Ri-x, 1997 (1ª ed., 5ª imp.), ISBN 978-84-249-0879-9.
6. Volumen VI: Y-z, índices, 1991 (1ª ed., 3ª imp.), ISBN 978-84-249-1456-1.